# Michelle Paul Guido de Chabanon
Michelle Paul Guido de Chabanon (Saint-Domingue, 1730 - París, 1792) fou un literat i musicòleg francès.
Arribat a França en la seva primera joventut, passà alguns donant-se a conèixer únicament com a violinista. Educat en un col·legi de jesuïtes, es distingí per la seva pietat i devoció al principi, encara que sense manifestar cap mena de vocació vers l'estat religiós. Degut a les seves excel·lents relacions socials, ingressà en l'Acadèmia de les Inscripcions (1759), sens haver publicat cap obra, si bé després de la seva admissió va escriure distintes memòries i treballs, uns originals i altres traduïts del llatí o el grec vers la música de l'antiguitat, en els que es manifestà la delicadesa del seu temperament d'artista i el bon gust de les seves crítiques.
Resumí les seves teories en el llibre: Observations sur la musique, et principalment sur la métaphysique de l'art (París, 1772), reimprès de bell nou, després de corregit i augmentat amb el títol de La Musique considérée en ell méme et dans ses rapports avec la parole, la langue, la poésie et le théâtre (París, 1785). Les seves obres literàries més importants foren, Eponine (1762), tragèdia molt aplaudida en els salons i no gaire ben rebut pel públic; Eudoxia (1762), que no arribà a representar-se; Vie de Dante, avec une notice detaillée de ses ouvrages (1773), Sabinus, òpera amb música de Gossec (1774), arranjament de la tragèdia Eponine que tampoc després de la reduïda a quatre actes aconseguí un millor èxit, Opuscules en vers (1775-79), Plan de constitution pour la colonie de Saint-Domingue (1790), Eloge de L. J. S. Le Férou (1791).
Se'l cita com a compositor de música com a autor d'un divertissement, que s'interpretà en els concerts donats a benefici de les escoles gratuïtes de dibuix el 1762 i 1770. El 1780 ingressà en l'Acadèmia substituint a Foncemagne. El seu executor testamentari, Ange-François Fariau de Saint-Ange publicà dos curiosos llibres, més notables com psicòleg que com historiador, en els que rebel·la els diferents sentiments i passions que agitaren la seva vida, els quals es titulen: Tableau de qualques cisconstances de ma vie. Précís de ma liaison avec mon frere Mugris (1795). En el Salón de 1785 el pintor Joseph Duplessis exposà un retrat seu, que s'ha perdut.